# Meteosat

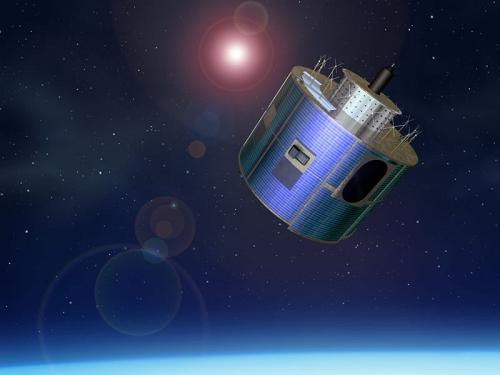
Meteosat de segona generació

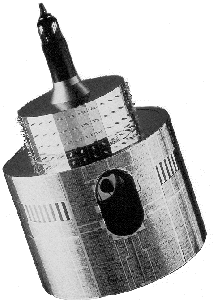
Meteosat de primera generació.

Meteosat és una sèrie de satèl·lits meteorològics construïts i llançats per l'Agència Espacial Europea que opera i desenvolupa EUMETSAT. Es troben en òrbita geoestacionària per sobre de l'oceà Atlàntic, a una distància d'uns 36.000 quilòmetres de la Terra. El període de rotació és igual al de la Terra i, per tant, sempre està sobre el mateix punt de la superfície, que correspon a la confluència de l'equador amb el meridià zero (punt que es troba al golf de Guinea).

## Meteosat de primera generació
Amb el primer satèl·lit meteorològic, el TIROS americà, llançat a l'espai l'any 1960, va quedar palesa la utilitat de les imatges preses des de l'espai. La primera proposta d'un satèl·lit geoestacionari a Europa per part dels francesos s'acaba concretant en una proposta a la ESA (Agència Espacial Europea) per desenvolupar el Meteosat a nivell europeu.
El primer Meteosat va ser llançat des de Florida l'any 1977, mentre que Meteosat-2 ja va ser posat en òrbita amb l'Ariane, que ha enviat a l'espai els següents Meteosat, fins al Meteosat-7 que serà operatiu fins a la fi del 2005. El M-7 és una rèplica del primer Meteosat i, per tant, fins ara s'ha disposat d'un satèl·lit amb tecnologia de la dècada dels 70. És per això que l'Organització Europea per a l'Explotació de Satèl·lits Meteorològics (Eumetsat) i l'ESA han desenvolupat una segona generació de Meteosat, amb prestacions molt superiors a les dels seus predecessors.

## Meteosat de segona generació
El primer satèl·lit de la nova generació del Meteosat, els MSG (Meteosat Second Generation) va ser posat en òrbita el dia 28 d'agost de 2002 des de Kourou a la Guayana Francesa. Després d'un període de proves, aquest satèl·lit ha passat a ser operatiu, rebent el nom de Meteosat-8 i substituint al fins llavors satèl·lit nominal M-7. El programa MSG es compon inicialment de 3 satèl·lits (possiblement seran 4) i proporcionarà imatges cada quinze minuts com a mínim durant els 12 propers anys. Les noves prestacions dels MSG són bàsicament les següents:
- Dotze canals espectrals (tres fins ara) que proporcionaran dades més exactes de les condicions atmosfèriques.[1]
- El cicle de registre de la imatge passa a ser de 15 minuts (30 minuts fins ara). L'augment en la freqüència de recepció d'imatges ajudarà a millorar l'exactitud en el pronòstic a curt termini.[1]
- La resolució espacial del canal visible s'incrementa a 1 quilòmetre (2,5 quilòmetres anteriorment).[1]
- El MSG incorpora un nou instrument a bord, el GERB (Geostationary Earth Radiation Budget Experiment), destinat a estudis climàtics i que proporcionarà dades sobre el balanç radiatiu.[1]
- La transmissió de dades passa a ser totalment digital, fet que suposarà una millora en el funcionament del sistema de recepció de les dades per part dels usuaris.[1]
- Els satèl·lits d'aquesta segona generació tindran una vida nominal en òrbita de set anys (dos més que en el sistema actual).[1]

## Sensor
El principal sensor a bord del MSG és un radiòmetre (anomenat SEVIRI), instrument que mesura la radiació infraroja i visible en dotze canals espectrals diferents. A continuació es fa una descripció general d'aquests canals, ordenats en trams de l'espectre.
- Zona del visible: en aquesta zona hi trobem els canals 1, 2 i 12. Els dos primers registren zones concretes de l'espectre del visible (a 0,6 i 0,8 µm), mentre que el canal 12 és el visible d'alta resolució. Aquest canal cobreix tot l'espectre del visible i a diferència de la resta de canals, té una resolució espacial (dimensions de píxel) d'un quilòmetre.[1]

- Zona de l'infraroig proper i mitjà: el MSG incorpora dos canals en aquesta regió de l'espectre, que no estava coberta per l'antic Meteosat. El canal 3 (infraroig proper, centre de banda a 1,6 µm) serveix per discriminar millor entre neu/gel i núvols. També dona informació sobre aerosols. El canal 4 (3,9 µm) serveix per detecció de núvols baixos i boira tant de dia com de nit, i detecció de fum de focs forestals entre d'altres.[1]

- Zona del Vapor d'aigua: la radiació que capta el sensor en aquest canal està relacionada amb la quantitat de vapor d'aigua que hi ha en la columna d'aire per sobre de cada punt de la superfície. El MSG conserva el canal de vapor d'aigua present en els antics Meteosat i a més té un nou canal de vapor d'aigua, que mesura el vapor d'aigua de la troposfera mitjana.[1]

- Infraroig Tèrmic: el MSG té tres canals en aquesta zona (canals 7, 9 i 10). Són canals que permeten mesurar la temperatura de la superfície i la dels núvols. El canal 9 correspon a l'infraroig tèrmic que hi ha en els Meteosat anteriors. Aquest canal permet el seguiment de la dinàmica dels núvols les 24 hores de dia. Els altres dos nous canals, el 7 i el 10, serveixen per discriminar tipus diferents de núvols.[1]

- Altres canals: el MSG incorpora dos canals que no tenen una aplicació directa en la vigilància meteorològica, sinó que estan pensats per al control de la contaminació atmosfèrica. El canal 8 mesura les concentracions d'ozó a la baixa estratosfera, mentre que el canal 11 està situat en la zona de màxima absorció del diòxid de carboni.[1]

## Imatges i tractament
La presa de cada imatge es realitza combinant la rotació continuada del satèl·lit amb el moviment progressiu d'un mirall que permet al radiòmetre anar registrant tot el seu camp de visió línia a línia. Així, les imatges s'enregistren de sud a nord i d'est a oest, en un període de 12 minuts. En els minuts restants fins als 15 on torna a començar un cicle, es fa un autocalibratge, el mirall torna a la posició inicial i el satèl·lit envia les dades a les estacions receptores terrestres. Les imatges s'adquireixen a dues resolucions espacials. Onze dels dotze canals MSG tenen una resolució al nadir de 3 quilòmetres. El canal restant, el visible d'alta resolució, té una resolució nominal d'un quilòmetre. Aquesta resolució correspon al punt just a sota del satèl·lit, i a mesura que ens allunyem cap al nord o cap al sud aquesta va disminuint (el píxel es fa més gran). Per exemple, a Catalunya, un píxel representa una superfície de 14,8 km², mentre que en el canal d'altra resolució cada píxel correspon a 1,6 km² aproximadament.
Les dades rebudes del Meteosat són dades brutes (Raw data) i cal aplicar una sèrie de calibratges i correccions abans de poder interpretar-les. A més, a partir dels canals originals es generen una sèrie de productes meteorològics, com poden ser el Cloud analysis (anàlisi de núvols, on es determina el percentatge de cobertura nuvolosa i la seva temperatura) o el Cloud Motion Winds (estimació dels vents a través de l'anàlisi del moviment dels núvols al llarg d'una seqüència d'imatges), que ajuden a la interpretació dels fenòmens meteorològics.

## Servei Meteorològic de Catalunya
Des de febrer de 2005, el Servei Meteorològic de Catalunya disposa de la infrastructura necessària per a rebre les imatges del MSG. El canvi de generació ha comportat una renovació de l'equip de recepció i tractament de les imatges. Durant el 2005 conviuran els dos sistemes de transmissió de dades, però a final d'any el sistema fins ara utilitzat per al M-5, M-6 i M-7 deixarà de funcionar. Amb aquest sistema desapareixeran també el format analògic i la distribució WEFAX. Amb el nou sistema de distribució digital les imatges (HRIT i LRIT) s'envien comprimides i encriptades. Només les imatges de les hores sinòptiques (00, 06, 12 i 18 T.U.) s'envien sense encriptar (tal com estableix l'Organització Meteorològica Mundial a la resolució 40) i són aquestes les que es poden consultar al web del SMC. D'altra banda, EUMETSAT ha establert un seguit d'imatges de lliure distribució a internet, que es poden consultar al web: www.eumetsat.int. Les imatges que ofereix EUMETSAT tenen una resolució disminuïda en un factor 5 respecte a les originals, hi ha 5 canals disponibles i tenen una actualització horària.